# Петропавловка (Томський район)
Петропа́вловка (рос. Петропавловка) — село у складі Томського району Томської області, Росія. Входить до складу Наумовського сільського поселення.
Стара назва — Петропавловське.

## Населення
Населення — 63 особи (2010; 92 у 2002).
Національний склад (станом на 2002 рік):
- росіяни — 98 %